# Gran Premio Industria e Commercio di Prato 1994
Il Gran Premio Industria e Commercio di Prato 1994, quarantanovesima edizione della corsa, si svolse il 10 agosto 1994 su un percorso di 203,9 km, con arrivo a Prato. Fu vinto dall'italiano Marco Saligari della MG Boys Maglificio-Technogym davanti ai suoi connazionali Bruno Cenghialta e Wladimir Belli.

## Ordine d'arrivo (Top 10)
| Pos. | Corridore         | Squadra                      | Tempo    |
| ---- | ----------------- | ---------------------------- | -------- |
| 1    | Marco Saligari    | MG Boys Maglificio-Technogym | 5h32'11" |
| 2    | Bruno Cenghialta  | Gewiss-Ballan                |          |
| 3    | Wladimir Belli    | Lampre-Panaria               |          |
| 4    | Simone Borgheresi | Amore & Vita-Galatron        |          |
| 5    | Oscar Pellicioli  | Polti-Vaporetto              |          |
| 6    | Marco Pantani     | Carrera Jeans-Tassoni        |          |
| 7    | Marco Giovannetti | Mapei-Clas                   |          |
| 8    | Gianni Faresin    | Lampre-Panaria               |          |
| 9    | Alberto Elli      | GB-MG Maglificio-Bianchi     |          |
| 10   | Luca Scinto       | GB-MG Maglificio-Bianchi     |          |